# Alexandre-Angélique de Talleyrand-Périgord
Alexandre-Angélique de Talleyrand-Périgord (Parigi, 18 ottobre 1736 – Parigi, 20 ottobre 1821) è stato un cardinale, arcivescovo cattolico e politico francese, zio paterno di Charles Maurice de Talleyrand-Périgord.

## Biografia
Nato a Parigi il 18 ottobre 1736, Alexandre-Angélique de Talleyrand-Périgord era il quarto degli otto figli di Daniel de Talleyrand-Périgord, marchese di Talleyrand, e della sua seconda moglie, Marie-Elisabeth Chamillart de La Suze. Egli era inoltre zio di Charles Maurice de Talleyrand-Périgord, vescovo di Autun e futuro ministro degli esteri di Napoleone.
Egli frequentò in gioventù il Collège de La Flèche di Parigi per poi passare al seminario di Saint-Sulpice, ove ottenne la licenza in teologia. Frequentando l'Università di Reims, vi conseguì la laurea in utroque iure.
Ordinato sacerdote nel 1761 circa, divenne vicario generale della diocesi di Verdun dal 1761, rimanendo in carica sino al 1766.
Eletto arcivescovo titolare di Traianopoli di Rodope e nominato arcivescovo coadiutore di Reims dal 1º dicembre 1766, venne consacrato vescovo il 27 dicembre successivo nella cappella del seminario di Saint-Sulpice a Parigi per mano di Charles-Antoine de la Roche-Aymon, arcivescovo di Reims, assistito da Jean de Roquelaure, vescovo di Senlis, e da Joseph de Malide, vescovo di Avranches. Promosso alla sede metropolitana di Reims dal 27 ottobre 1777, fu membro dell'Assemblea del Clero dal 1780 al 1788, divenendo poi anche membro dell'Assemblea dei Notabili nel 1787 e deputato agli Stati Generali del 1789.
Non accettò la Costituzione civile del clero e si recò in esilio volontario in Germania dapprima ad Aquisgrana, poi a Weimar ed infine a Braunschweig. Ad ogni modo non rinunciò mai ai propri titoli ecclesiastici, neppure dopo il Concordato del 1801 (di cui anzi contestò la legittimità), e lo fece solo nel 1816 su richiesta del sovrano legittimo (e senza per questo riconoscere la legalità dell'ordinamento ecclesiastico del 1801 e della conseguente soppressione della sua arcidiocesi). L'ex conte di Provenza, divenuto re titolare Luigi XVIII nel 1795, lo nominò suo rappresentante in Polonia nel 1803 e poi Grande Elemosiniere del Regno di Francia dal 1808. Durante i Cento Giorni del 1814-1815 trovò rifugio a Gent. Pari di Francia dal 1777 (gli arcivescovi di Reims erano di diritto duchi della stessa Reims e Pari di Francia, una delle sei diocesi francesi ad avere tale diritto), titolo confermato nel 1815 con l'istituzione della nuova Camera dei pari, con la restaurazione borbonica, prese parte ai negoziati per riportare il cattolicesimo in Francia dopo la parentesi rivoluzionaria e napoleonica che aveva compromesso la sorte di molte diocesi.
Creato cardinale presbitero nel concistoro del 28 luglio 1817, non ricevette mai la berretta né il titolo cardinalizio. Venne trasferito alla sede metropolitana di Parigi il 1º ottobre 1817.
Morì a Parigi il 21 ottobre 1821. La sua salma venne esposta nella cattedrale parigina di Notre-Dame e venne poi sepolta nel coro della stessa, presso la tomba del suo legittimo immediato predecessore, il cardinale Jean-Baptiste de Belloy-Morangle. Il suo cuore venne invece deposto nella basilica di Saint-Remi a Reims.

## Genealogia episcopale e successione apostolica
La genealogia episcopale è:
- Cardinale Guillaume d'Estouteville, O.S.B.Clun.
- Papa Sisto IV
- Papa Giulio II
- Cardinale Raffaele Sansone Riario
- Papa Leone X
- Papa Paolo III
- Cardinale Francesco Pisani
- Cardinale Alfonso Gesualdo di Conza
- Papa Clemente VIII
- Cardinale Pietro Aldobrandini
- Cardinale Laudivio Zacchia
- Cardinale Antonio Barberini, O.F.M.Cap.
- Cardinale Nicolò Guidi di Bagno
- Arcivescovo François de Harlay de Champvallon
- Arcivescovo Hardouin Fortin de la Hoguette
- Cardinale Henri-Pons de Thiard de Bissy
- Cardinale Charles-Antoine de la Roche-Aymon
- Cardinale Alexandre-Angélique de Talleyrand-Périgord

La successione apostolica è:
- Vescovo Louis-André de Grimaldi (1767)
- Vescovo Urbain-René de Hercé (1767)
- Arcivescovo Pierre-Louis de Leyssin (1767)
- Vescovo Jean-Arnauld de Castellane (1768)
- Vescovo Jean-Louis d’Usson de Bonac (1768)
- Cardinale Anne-Antoine-Jules de Clermont-Tonnerre (1782)

## Stemma
| Image | Stemma |
| ----- | --- |
| \| \| | Alexandre-Angélique de Talleyrand-Périgord Duca e pari di Francia, Cardinale, Grand'Elemosiniere di Francia, Commendatore dell'Ordine dello Spirito Santo Di rosso a tre leoni d'oro armati, coronati e lampassati d'azzurro. Lo scudo, accollato a una croce astile patriarcale d'oro, posta in palo, è timbrato da un cappello con cordoni e nappe di rosso. Le nappe, in numero di trenta, sono disposte quindici per parte, in cinque ordini di 1, 2, 3, 4, 5. |
|       | |